# Tejería
Tejería är en ort i Mexiko.   Den ligger i kommunen Pantepec och delstaten Puebla, i den sydöstra delen av landet, 180 km nordost om huvudstaden Mexico City. Tejería ligger 239 meter över havet och antalet invånare är 389.
Terrängen runt Tejería är huvudsakligen kuperad, men åt nordost är den platt. Runt Tejería är det ganska tätbefolkat, med 62 invånare per kvadratkilometer. Närmaste större samhälle är Pisaflores, 9,5 km norr om Tejería. Omgivningarna runt Tejería är en mosaik av jordbruksmark och naturlig växtlighet.